# Марцел Гащак
Марцел Гащак (словац. Marcel Haščák; 3 лютого 1987, м. Попрад, ЧССР) — словацький хокеїст, правий нападник. Виступає за «Амур» (Хабаровськ) у Континентальній хокейній лізі.

## Життєпис
Вихованець хокейної школи ХК «Попрад». Виступав за ХК «Попрад», ХК «Кошиці», ХК «46 Бардіїв», «Динамо» (Рига).
У складі національної збірної Словаччини провів 45 матчів (3 голи); учасник чемпіонатів світу 2012, 2013 і 2014 (17 матчів, 0+1).
Досягнення
- Срібний призер чемпіонату світу (2012)
- Чемпіон Словаччини (2011), срібний призер (2012, 2013).